# Gizur el Blanco
Gizur Teitsson (n. 940) más conocido por su apodo Gizur el Blanco (nórdico antiguo: Gizur inn hvíti), fue un caudillo vikingo y bóndi de Islandia. Era hijo de Teitur Ketilbjörnsson (n. 895) y nieto del colono noruego Ketilbjörn Ketilsson.
Estuvo al servicio en la corte de Olaf Tryggvason que junto a otro caudillo llamado Hjalti Skeggiason (yerno de Gizur), prometieron al rey de Noruega introducir el Cristianismo en la isla tras el fracaso del misionero sajón Þangbrandr. Aparece como personaje histórico en diversas sagas nórdicas. Gizur fue goði del clan de los Mosfellingar, y uno de los primeros islandeses en bautizarse como cristianos y acceder al sacerdocio.
Gizur y Hjalti evitaron una matanza de islandeses residentes en Noruega cuando Þangbrandr informó que había fracasado y había sido humillado. Olaf reunió a todos los islandeses con la intención de dar un escarmiento pero ambos caudillos eran cristianos como el rey y le persuadieron que no todo lo dicho por el misionero estaba tan claro, ya que había sido protagonista de asesinatos y diversas trifulcas violentas por el intento de evangelización forzosa, algo que no aceptaban los islandeses. En consecuencia, ambos fueron designados comisionados reales y desde Nidaros partieron con una flota acompañados de un sacerdote llamado Thormod y otros religiosos ordenados con el objetivo de convertir a los islandeses.
Olaf retuvo como rehenes en Noruega a cuatro islandeses de los clanes más influyentes como garantía: Kjartan Ólafsson, de los Hvammverjar; Halldór Gudmunðarson (hijo de Gudmundur Eyjólfsson) de los Möðruvellingar;  Kolbeinn Þórðarson (hijo de Þórður Össursson) de los Svínfellingar; y  Svertingur Runólfsson (hijo de Runólfur Úlfsson) de los Dalverjar.
El bautismo de los islandeses fue un asunto que se decidió en el Alþingi de 999 o 1000—(véase Cristianización de Islandia) tras la intervención y meditación del lagman Þorgeir Ljósvetningagoði quien sancionó positivamente la conversión y, curiosamente, era de confesión pagana.

## Matrimonios e hijos
Gizur se casó en tres ocasiones:
- Halldóra Hrólfsdóttir (n. 944); con su primera esposa tuvo dos hijas, Vilborg (esposa de Hjalti Skeggjason, n. 969) y Þorkatla (esposa de Mord Valgarsson, n. 971); y un varón Teitur (n. 975).

- De una segunda esposa cuyo nombre no mencionan las sagas, nació Ketill Gissurarson (n. 988).[10]

- Þórdís Þóroddsdóttir (n. 967), hija de Þóroddur Eyvindsson fue su tercera y última esposa. Þórdís sería madre del primer obispo católico de Islandia, Ísleifur Gissurarson.[11][12]